# نهر لانديخ
لانـديـخ (بالروسية: Ландех) نهر في روسيا، يتدفق عبر مقاطعتي منطقة فيرخنيلانديخوفسکي [الروسية] ومنطقة يوجسكي [الروسية] في أوبلاست إيفانوفو. يقع مصب النهر على بعد 113 كم من مصب نهر لوخ [الإنجليزية] على الضفة اليسرى. يبلغ طول النهر 53 كم، ومنطقة مستجمعات المياه 671 كم².
يتكون النهر من التقاء نهري بوبيخا [الروسية] (بالروسية: Попиха) (الإتجاه الأيمن) و كوختوفيتز [الروسية] (بالروسية: Кохтовец) (الإتجاه الأيسر).

## بيانات
وفقًا لسجل المياه الحكومي في روسيا، فالنهر ينتمي إلى منطقة حوض أوكسكي [الروسية]، وتتم إدارة المياه في نهر كليازما (القادم من مدينة كوفروف إلى المصب)، وبدون نهر أوفود [الروسية]، فإن حوض النهر الفرعي للنهر هو منطقة أحواض روافد أوكا من موكشا إلى التقاء نهر الفولغا. حوض النهر هو أوكا.
الكود الرَسمي في سجل مياه الولاية رَسميًا هو:
09010301112110000033808.